# کولموور
کولموور (به آلمانی: Kollmoor) یک شهر در آلمان است که در اشتاینبورگ واقع شده‌است. کولموور ۳۲ نفر جمعیت دارد.